# 死のワナの地下迷宮
『死のワナの地下迷宮』（しのワナのちかめいきゅう、英語：Deathtrap Dungeon ）はイギリスのゲームブック。著者はイアン・リビングストン。
『ファイティング・ファンタジー』シリーズ第6巻。原書は1984年にパフィンブックスより刊行された。 

## 概要
怪物が跋扈するファンタジー世界を舞台とし、剣を頼りに危難を切り抜けていく冒険者として活躍する作品。
シリーズ初期におけるリビングストンの代表作であり、「ダンジョンもの」の決定版であると、安田均は評している。イギリス版『ウォーロック』誌上で行われたシリーズ人気コンテストでは、第1位となった。

### ゲーム内容
詳細なゲームシステムについてはファイティング・ファンタジー#システムを参照。
本作品の目的は「危険に満ちた地下迷宮から生きて脱出すること」だが、これは強制されたものではなく、富と名声を求める競技参加者が自らの意志で迷宮へ踏み込んでいくのである。使命を与える「押し」ではなく、意欲をかき立てる「引き」の手法を用いており、こちらのほうがゲームを進めるうえではプレイヤーに喜ばれやすい。
選択を繰り返しながら読み進んでいくゲームブックでは、「右に進むか、左に進むか」という迷路と、「敵から逃げるか、戦うか」という戦闘の2つが大きな要素であるが、本作品におけるパラグラフ選択の特徴は、従来作とは異なる。まず第1に、『地下迷宮』という題名に反して迷路性がほとんどなく、道中の危険をくぐり抜けられるならば、どんな道筋でも最後の場面までたどり着けるようになっている。第2に、戦闘を回避する手段が随所に設けてあるため、地下迷宮コンテストという主題から想像されるよりもずっと戦闘が少ない。
迷路も戦闘も重要視していない本作品におけるパラグラフ選択は、的確な情景描写により選択肢ごとの重みを変える、という手法に基づいている。つまり「AとBのどちらにするか」という並列的な選択ではなく、「このような状況では結果を推測するにB寄りだが、さて君はどちらを選ぶか」という形をとる。より具体的に述べると、迷宮の最初の分かれ道では、先行する4人の挑戦者のうち3人の足跡が西へ、残る1人は東へ向かっていることが示される。ここで推理を働かせたならば、先行者が罠に引っかかってくれそうな西を選んだほうが楽に進めるだろうし、東を選べばより大きな危険に挑むことになるだろう、とわかる。
本作品は人為的な挑戦を主体としているため、致命的な仕掛けが多く盛り込まれているのは予想の範疇であるが、何の手掛かりもなく選択させられるのでは、ゲームではなく単なる運試しになってしまう。ハイリスク・ハイリターンの原則に基づくならば、危険度が高いほど、回避成功したときの報奨も大きくなければならない。しかしファイティング・ファンタジーシリーズは、通常のロールプレイングゲームに比べると成長要素が少ないため、報奨が大きすぎるとバランス崩壊につながる。そこで本作品では、「ハイリターン」の要素をパラグラフ選択の前の手掛かりとして示している。よく文章を読んだうえで、慎重さと大胆さをバランスよく発揮できたならば、スリルと冒険を楽しめるように作られているのである。
ただ、戦闘は回避可能なものが多いといっても、ゲームクリアのために最低8回は戦わねばならず、しかも単体で現れる敵の技術点は10 - 11と高めに設定されている。そのため主人公の技術点が7 - 8点ではクリアがおぼつかず、9点でも厳しい。ルール解説の部分に載っている「ただ一つの真の道の危険度は最小限で、最初のサイコロの目がどんなに悪くても通り抜けられます」という決まり文句は、この作品に関しては当てはまらないといえる。
また、本作品ではノンプレイヤー・キャラクター (NPC) が活写されており、リビングストンの従来作が印象面でやや弱めだったところを補っている。前作『盗賊都市』でもNPCに趣向が凝らされているが、点描的にならざるを得ないところがあった。しかし本作品では一時的に共闘する蛮人スロムや、憎々しげな競技監督といったNPCとの出会いがストーリーを引き締めており、単なるスリルの連続にならないように下支えしている。

### 日本における展開
日本語版は1985年、喜多元子による訳で社会思想社の現代教養文庫より刊行された。
2009年には、ホビージャパンのHJ文庫Gから『デストラップ・ダンジョン』のタイトルで出版された。空中幼彩とあっとによるライトノベル風のイラストが入っており、無色透明で「君」とだけ呼ばれていた主人公はビキニアーマー姿の美少女戦士「フィリア」として設定されている。この版の表紙について、リビングストンは2015年に自身のTwitter（後のX）で困惑の思いを述べている。

## あらすじ
コク河沿いの小さな町ファングは、毎年5月1日になると迷宮探検競技で大盛り上がりとなる。領主サカムビット公が造り上げた、罠と怪物でいっぱいの大迷宮をくぐり抜けた者には、金貨1万枚と領地が与えられるのだ。競技が始まってから数年が経過しても、迷宮からの生還者はひとりも現れていないのだが、危険を承知の上で命懸けの勝負に臨む腕自慢は後を絶たない。
今年の挑戦者は以下の通り。2人の蛮人、妖精めいた女、鎧の騎士、黒衣の暗殺者……そして「君」だ。

## 書誌情報
- 『死のワナの地下迷宮』社会思想社〈現代教養文庫〉、1985年11月20日。ISBN 4-390-11149-3
  - 著：イアン・リビングストン / イラスト：イアン・マッケイ / 訳：喜多元子
- 『デストラップ・ダンジョン』ホビージャパン〈HJ文庫G〉、2009年4月。ISBN 978-4-89425-807-5
  - 著：イアン・リビングストン / カバーイラスト・口絵：空中幼彩 / 本文イラスト：あっと / 訳：デジタル・メディア・ラボ